# Leptasthenura berlepschi
Leptasthenura berlepschi är en fågelart i familjen ugnfåglar inom ordningen tättingar.

## Utbredning och systematik
Fågeln förekommer i altiplano i södra Peru, västra Bolivia, norra Chile och nordvästra Argentina. Den betraktas oftast som underart till gråryggig sprötstjärt (Leptasthenura aegithaloides), men urskiljs sedan 2016 som egen art av Birdlife International, IUCN och Handbook of Birds of the World.

## Status
Den kategoriseras av IUCN som livskraftig.

## Namn
Fågelns vetenskapliga artnamn hedrar den tyske ornitologen Hans von Berlepsch (1850-1915).